# Disney Cruise Line

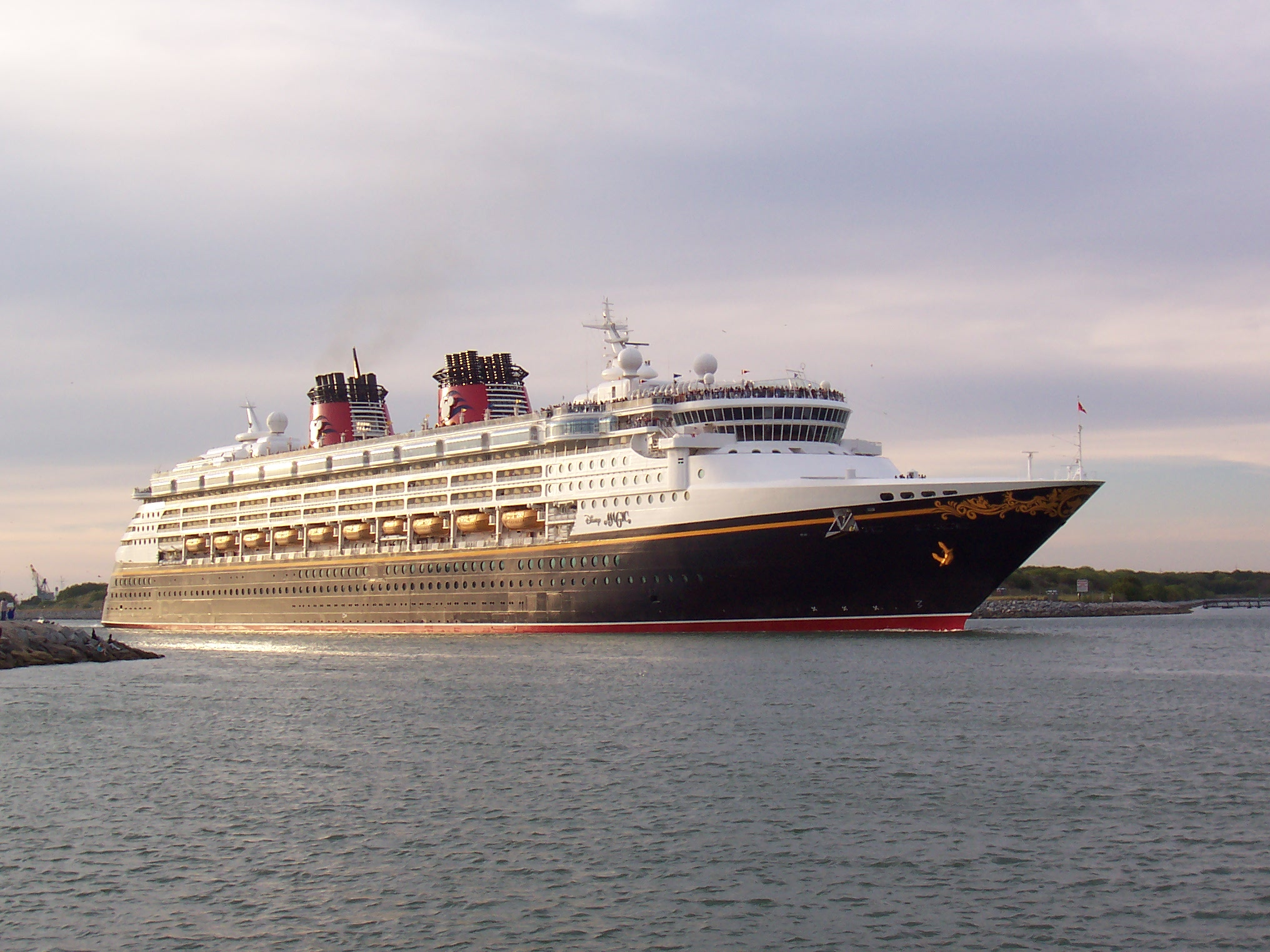
Die Disney Magic

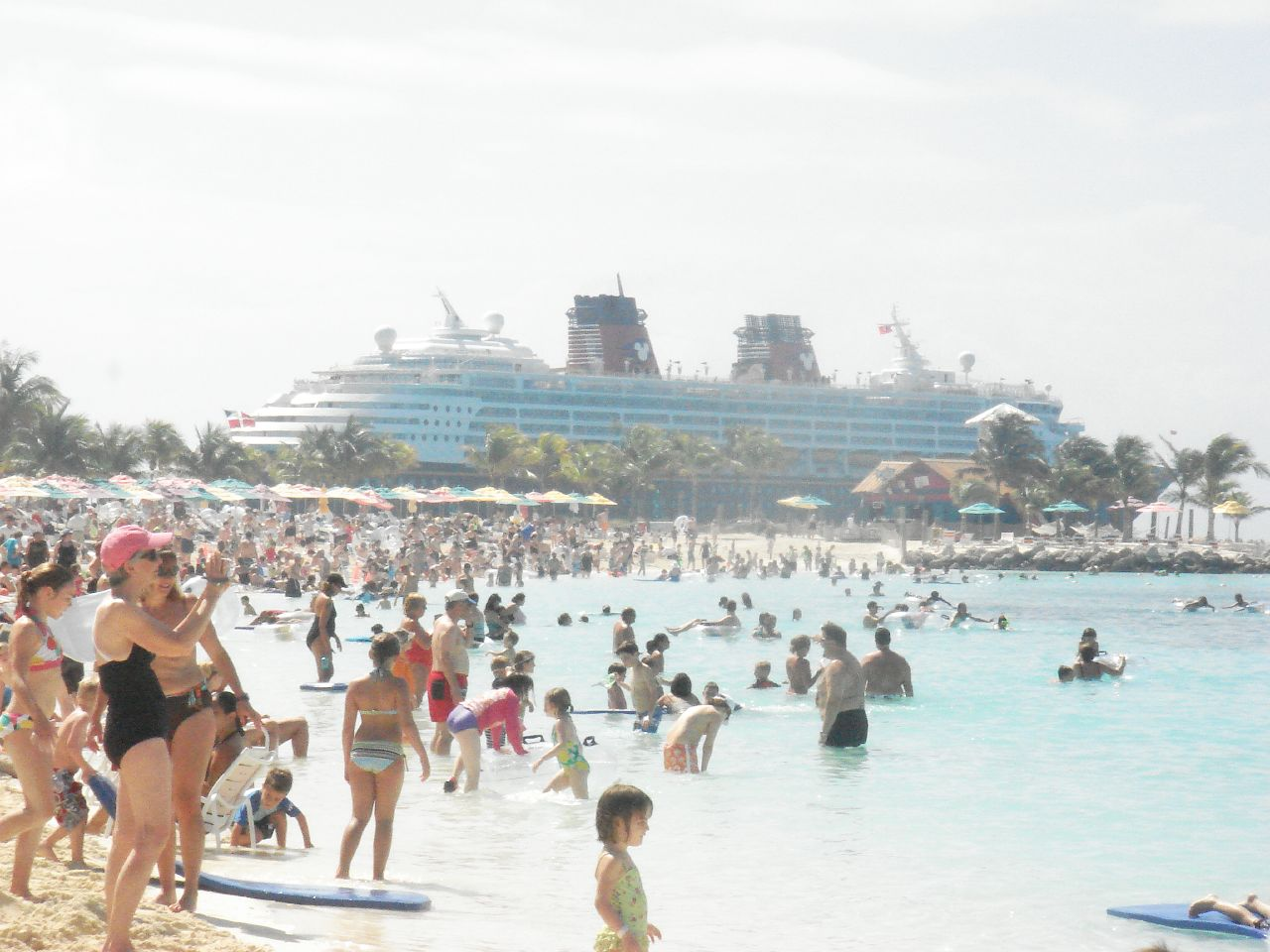
Anlegestelle auf der Insel Castaway Cay mit der Disney Magic

Disney Cruise Line ist der Name einer Kreuzschifffahrtflotte, die der Walt Disney Company gehört und der Abteilung Walt Disney Parks and Resorts zugeordnet ist.

## Allgemeines
Die Disney Cruise Line verfügt über sechs Kreuzfahrtschiffe, die Disney Magic, die Disney Wonder, die Disney Dream, die Disney Fantasy, die Disney Wish und die Disney Treasure sowie über die beiden privaten Inseln Castaway Cay und Lighthouse Point. Die Inseln verfügen über einen exklusiven Hafen, in dem die Disney Schiffe anlegen können.
Die sechs Schiffe sind auf den Familienurlaub ausgerichtet und möchten damit auf Familien mit Kleinkindern zielen.
Die Schiffe starten meist in Port Canaveral in Florida, zum Teil aber auch auf Puerto Rico oder in Galveston, Texas, und fahren in einer bestimmten Route durch die Karibik zur Castaway Cay. Zur Seereise gibt es die Möglichkeit, eine Kombination mit dem Aufenthalt im Walt Disney World Resort zu buchen.
Die Kreuzfahrten dauern drei bis 14 Nächten, mit der Ausnahme der Kalifornien-Route, in der das Schiff von Florida über den Panamakanal nach Kalifornien fährt, der Hawaii-Route zwischen Vancouver und Honolulu, sowie der Transatlantik-Route zwischen den USA und Europa.
Seit Mai 2007 fährt die Disney Magic (4 Sterne) im Sommer (zwischen Mai und September) auch im Mittelmeer sowie in der Nord- und Ostsee. Die Anlaufhäfen sind unter anderem Barcelona, Dover und Kopenhagen, weitere Stationen in Europa sind Estland, Frankreich, Island, Italien, Lettland, Norwegen, Portugal, Russland und Schweden.

## Geschichte
Die Reederei wurde 1995 gegründet, als die Walt Disney Company ihr Ferienpaket ausbauen wollte und sich für die See als Ferienort entschied. Nach der Entscheidung und Gründung wurden in Italien bei Fincantieri in Venedig zwei Schiffe bestellt, die Disney Magic und die Disney Wonder, die erheblich später abgeliefert wurden als geplant. Eine gemeinsame Einweihung mit Disney’s Animal Kingdom kam daher nicht zustande.
Im April 2007 wurden bei der Meyer Werft im niedersächsischen Papenburg mit der Disney Dream und der Disney Fantasy zwei weitere Kreuzfahrtschiffe bestellt. Sie besitzen jeweils 1.250 Kabinen und verdoppelten damit die vorherige Kapazität. Die beiden Kreuzfahrtschiffe sind circa 340 Meter lang und 37 Meter breit und haben eine Vermessung von etwa 130.000 BRZ. Damit waren sie bei der Ablieferung die größten Kreuzfahrtschiffe, die je in Deutschland gebaut wurden. Aufgrund ihrer Breite konnten sie bei Indienststellung den Panamakanal nicht passieren, was bei den ersten beiden Schiffen eine Voraussetzung war.
Am 9. Dezember 2011 beschädigten unbekannte Täter, wohl aber Arbeiter, die auf der Disney Fantasy beschäftigt waren, auf dem im Bau befindlichen Schiff 48 Kabinen durch das Öffnen von Feuerlöschanlagen und Abwasserhähnen. Der Schaden wurde auf rund eine Million Euro beziffert.
Im März 2016 bestellte Disney Cruise Line zwei weitere Neubauten bei der Meyer Werft. Sie sollten mit rund 135.000 BRZ vermessen sein und 1.250 Kabinen erhalten. Die Ablieferung war für 2021 und 2023 geplant. Im Juli 2017 wurde ein baugleiches Schiff mit geplanter Ablieferung 2022 bestellt. Die Neubauten sollen über einen LNG-Antrieb verfügen. Im Zuge der COVID-19-Pandemie wurde die Ablieferung auf 2022, 2024 und 2025 verschoben. Das erste Schiff, die Disney Wish, wurde im Juni 2022 abgeliefert. Das zweite Schiff, die Disney Treasure, folgte im Oktober 2024.
Im November 2022 gab Disney Cruise Line den Erwerb der bei MV Werften Wismar im Bau befindlichen Global Dream der insolventen Dream Cruises bekannt. Das Schiff soll bis 2025 unter Führung der Meyer Werft in Wismar fertiggestellt werden. Im September 2023 teilte Disney Cruise Line mit, dass dieses Schiff als Disney Adventure anfangs im asiatischen Raum unterwegs sein soll.
Im Juli 2024 veröffentlichte die Meyer-Werft den Auftrag für ein weiteres Schiff der Wish-Klasse, das von der The Oriental Land Company (OLC), die bereits das Tokyo Disney Resort besitzt, in Lizenz von Disney ab 2029 betrieben werden soll.
Im August 2024 gab die Reederei bekannt, bei der Meyer Werft vier neue große Kreuzfahrtschiffe bestellt zu haben. Die vier Einheiten einer bislang unbekannten Klasse sollen in den Jahren 2027 bis 2031 in Dienst gestellt werden, womit die Flotte auf dreizehn Schiffe anwächst. Im Januar 2025 wurde bekannt, dass das Schiff für 2027 eine weitere Einheit der Wish-Klasse werden soll. Die drei anderen Schiffe sollen hingegen eine neue Klasse mit nur etwa 100.000 BRZ und Platz für 3.000 Passagiere bilden, die auch kleinere Häfen als die Schiffe der Wish-Klasse anlaufen kann und anstatt mit LNG mit grünem Methanol oder anderen grünen Treibstoffen betrieben werden soll.

## Flotte

### Aktuelle Flotte
| Name            | Bild | Baujahr | Bauwerft                                                                     | Vermessung  | Länge    |
| --------------- | ---- | ------- | ---------------------------------------------------------------------------- | ----------- | -------- |
| Disney Magic    |      | 1998    | Fincantieri – Cantieri Navali Italiani S.p.A. (Ancona und Marghera, Italien) | 83.338 BRZ  | 294,00 m |
| Disney Wonder   |      | 1999    | Fincantieri – Cantieri Navali Italiani S.p.A. (Ancona und Marghera, Italien) | 83.338 BRZ  | 294,00 m |
| Disney Dream    |      | 2011    | Meyer Werft, Papenburg (Deutschland)                                         | 129.690 BRZ | 339,50 m |
| Disney Fantasy  |      | 2012    | Meyer Werft, Papenburg (Deutschland)                                         | 129.750 BRZ | 339,80 m |
| Disney Wish     |      | 2022    | Meyer Werft, Papenburg (Deutschland)                                         | 144.256 BRZ | 340,89 m |
| Disney Treasure |      | 2024    | Meyer Werft, Papenburg (Deutschland)                                         | 144.256 BRZ | 341,13 m |

### Zukünftige Flotte
| Name             | Bild | Baujahr | Bauwerft               | Vermessung  | Länge    |
| ---------------- | ---- | ------- | ---------------------- | ----------- | -------- |
| Disney Destiny   |      | 2025    | Meyer Werft, Papenburg | 144.000 BRZ | 340,00 m |
| Disney Adventure |      | 2025    | Meyer Wismar, Wismar   | 208.000 BRZ | 342,00 m |
| [ 20 ] [ 21 ]    |      | 2027    | Meyer Werft, Papenburg | 144.000 BRZ | 340,00 m |
|                  |      | 2029    | Meyer Werft, Papenburg | 100.000 BRZ |          |
|                  |      | 2030    | Meyer Werft, Papenburg | 100.000 BRZ |          |
|                  |      | 2031    | Meyer Werft, Papenburg | 100.000 BRZ |          |